# 8330 Fitzroy
8330 Fitzroy eller 1982 FX3 är en asteroid i huvudbältet som upptäcktes den 28 mars 1982 av den belgiske astronomen Henri Debehogne vid La Silla-observatoriet. Den är uppkallad efter britten Robert FitzRoy.
Asteroiden har en diameter på ungefär 13 kilometer och den tillhör asteroidgruppen Hygiea.